# Gibberella buxi
Gibberella buxi är en svampart som först beskrevs av Karl Wilhelm Gottlieb Leopold Fuckel, och fick sitt nu gällande namn av Georg Winter 1887. Gibberella buxi ingår i släktet Gibberella och familjen Nectriaceae.  Arten är reproducerande i Sverige. Inga underarter finns listade i Catalogue of Life.